# Massimiliano Giacobbo
Massimiliano Giacobbo (Cittadella, Provincia de Padua, Italia, 15 de julio de 1974) es un exfutbolista italiano. Se desempeñaba en la posición de centrocampista.

## Clubes
| Club             | País   | Año         |
| ---------------- | ------ | ----------- |
| Juventus F. C.   | Italia | 1991 - 1993 |
| Foggia Calcio    | Italia | 1993 - 1996 |
| A. S. Gualdo     | Italia | 1996 - 1997 |
| S. S. Casarano   | Italia | 1997 - 1998 |
| U. S. Arezzo     | Italia | 1998 - 1999 |
| Delfino Pescara  | Italia | 1999 - 2001 |
| A. C. Ancona     | Italia | 2001 - 2002 |
| A. C. Messina    | Italia | 2002 - 2003 |
| A. C. Ancona     | Italia | 2003 - 2004 |
| A. S. Cittadella | Italia | 2004 - 2007 |